# Anthony W. Gardiner
Anthony William Gardiner (24 de enero de 1820 - 1885) fue el noveno presidente de Liberia desde 1878 hasta 1883. Fue el primero de una serie de presidentes del Partido Whig Auténtico que ejerció el poder ininterrumpidamente hasta 1980.

## Biografía
Gardiner nació en el Condado de Southampton, Virginia, en los Estados Unidos. En 1831, cuando aún era niño, su familia se mudó a Liberia bajo el patrocinio de la Sociedad Americana de Colonización. Gardiner recibió su título de abogado en Liberia y, en 1847, se desempeñó como delegado de la Convención Nacional, que redactó la declaración de independencia y constitución de Liberia. Se convirtió en el primer fiscal general de Liberia y más tarde se desempeñó en la Legislatura Nacional desde 1855 hasta 1871.
En mayo de 1871 fue elegido Vicepresidente de Liberia, ejerciendo como tal hasta 1876. Durante la incapacitación del presidente Joseph Jenkins Roberts desde 1875 hasta principios de 1876, Gardiner también fue presidente en funciones.
Menos de dos años después de dejar el cargo como presidente interino, Gardiner ganó la elección a la Presidencia, asumiendo el cargo en 1878. En la misma elección, el Partido Whig Auténtico obtuvo una victoria masiva y procedió a dominar la política liberiana hasta el golpe de Estado de 1980. El mismo Gardiner fue reelegido para dos mandatos adicionales de dos años cada uno.  Como presidente, Gardiner pidió un mayor comercio e inversión de países externos, una mejor educación pública y relaciones más estrechas con los pueblos nativos de Liberia. Sin embargo, sus políticas fueron opacadas por las dificultades económicas y los conflictos territoriales con las potencias europeas en el contexto del reparto de África.
Gardiner renunció el 20 de enero de 1883, debido a una enfermedad grave. Fue sucedido por su vicepresidente, Alfred Francis Russell. Falleció dos años después.